# Wiederholungszeichen (Notenschrift)

Wiederholungszeichen

Das Wiederholungszeichen ist ein Symbol in der Musiknotation.
Es hat die Form eines Schlussstrichs mit zwei Punkten auf derjenigen Seite, in deren Richtung die Wiederholung von einem oder mehreren Takten verlangt wird.
In diesem Fall würde der erste Takt zweimal gespielt. Normalerweise wird zu Beginn eines Musikstückes kein Wiederholungszeichen gesetzt, wenn von Anfang an wiederholt werden soll.
Für den Fall, dass nur ein Teil eines Stückes wiederholt werden soll, muss vor den ersten Takt des zu wiederholenden Teils ebenfalls ein (nach rechts gerichtetes) Wiederholungszeichen gesetzt werden. Voltenklammern (auch: Klammer, Haus) werden eingesetzt, wenn ein Takt oder mehrere am Ende des Wiederholungsteils nach erfolgter Wiederholung übersprungen bzw. durch einen abweichenden Takt ersetzt werden sollen. Somit ergibt sich für die folgende Notation ein klarer Ablauf:

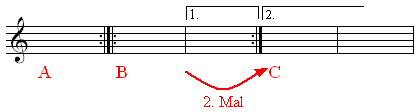
Beispiel für Lesung von Wiederholungszeichen:
A – A – B (Takt 1 und 2) – B (Takt 1) – C (2. Takt von B wird ausgelassen)

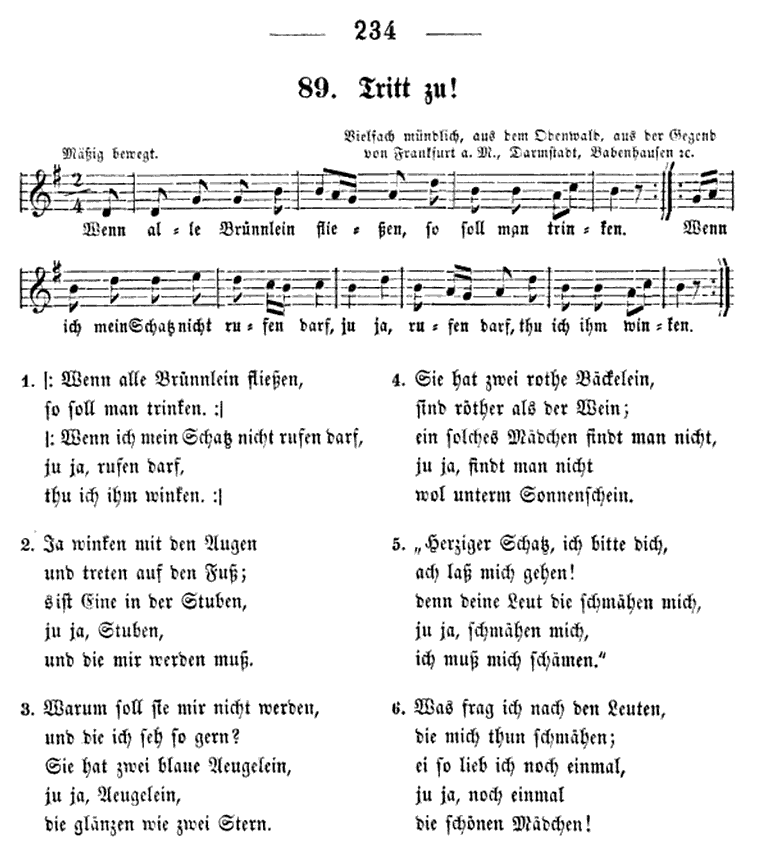
Wenn alle Brünnlein fließen mit Wiederholungszeichen in den Textstrophen. Ältere Melodie nach: Ludwig Erk: Deutscher Liederhort, Berlin 1856.

In vielen Liederbüchern werden Wiederholungszeichen analog auch in den Textstrophen gesetzt, um wiederholte Stellen im Text anzuzeigen.
Wiederholungen, meist auf größere Abschnitte bezogen, können auch durch Da capo und Dal Segno angezeigt werden.
Im 18. Jahrhundert wurde das Wiederholungszeichen als Reprise bezeichnet.
Bei einer Wiederholung von nur ein oder wenigen Takten oder sogar nur Teilen von Takten kann – auch innerhalb von Wiederholungszeichen – ein Faulenzer notiert sein.

## Darstellung in Computersystemen
Im Unicodeblock Notenschriftzeichen des internationalen Zeichenkodierungssystems Unicode liegt das linke Wiederholungszeichen auf Position U+1D106 („Musical Symbol Left Repeat Sign“), das rechte  auf U+1D107 („Musical Symbol Right Repeat Sign“).